# Patinação artística na Universíada de Inverno de 2009 - Duplas
A competição de duplas da patinação artística na Universíada de Inverno de 2009 foi realizada no Centro Internacional de Conferências e Exibições, em Harbin, China. O programa curto foi disputado no dia 21 de fevereiro e a patinação livre no dia 22 de fevereiro de 2009.

## Medalhistas
| Ouro   | CHN Zhang Dan / Zhang Hao             |
| Prata  | RUS Ksenia Ozerova / Alexander Enbert |
| Bronze | CHN Dong Huibo / Wu Yiming            |

## Resultados

### Geral
| Pos.              | Nome                                          | Nacionalidade  | Pontos | PC        | PL         |
| ----------------- | --------------------------------------------- | -------------- | ------ | --------- | ---------- |
| Medalha de ouro   | Zhang Dan / Zhang Hao                         | China          | 195.32 | 68.32 (1) | 127.00 (1) |
| Medalha de prata  | Ksenia Ozerova / Alexander Enbert             | Rússia         | 146.10 | 51.42 (2) | 94.68 (3)  |
| Medalha de bronze | Dong Huibo / Wu Yiming                        | China          | 143.63 | 46.08 (6) | 97.55 (2)  |
| 4                 | Li Jiaqi / Xu Jiankun                         | China          | 136.44 | 47.96 (4) | 88.48 (4)  |
| 5                 | Andrea Best / Trevor Young                    | Estados Unidos | 131.92 | 48.14 (3) | 83.78 (5)  |
| 6                 | Ksenia Krasilnikova / Konstantin Bezmaternikh | Rússia         | 129.46 | 46.88 (5) | 82.58 (6)  |
| 7                 | Ekaterina Kostenko / Roman Talan              | Ucrânia        | 114.35 | 41.52 (7) | 72.83 (7)  |

Legenda
| Recorde mundial      | Recorde mundial (World record)               |                       | Recorde africano                      | Recorde africano (African) |                                           | Q | Classificado por posição (Qualified) |
| Recorde olímpico     | Recorde olímpico (Olympic record)            | Recorde da América    | Recorde da América (Americas)         | q                          | Classificado por melhor tempo (Qualified) |   |                                      |
| Melhor marca do ano  | Melhor marca do ano (World leading)          | Recorde asiático      | Recorde asiático (Asian)              | DNS                        | Não largou (Did not start)                |   |                                      |
| Recorde nacional     | Recorde nacional (National record)           | Recorde europeu       | Recorde europeu (European)            | DNF                        | Não terminou (Did not finish)             |   |                                      |
| Recorde pessoal      | Recorde pessoal do atleta (Personal best)    | Recorde da Oceania    | Recorde da Oceania (Oceania)          | DSQ / DQ                   | Desclassificado (Disqualified)            |   |                                      |
| Recorde da temporada | Recorde da temporada do atleta (Season best) | Recorde sul-americano | Recorde sul-americano (South America) | NM                         | Sem marca (No mark)                       |   |                                      |